# المينا البيضا
المينا البيضا (بالأوغاريتية ماعخادو) هي منطقة تقع في سوريا على ساحل البحر الأبيص المتوسط بالقرب من مدينة اللاذقية، وقد شكل هذا الموقع المرفأ الرئيسي لمدينة أوغاريت، وقد ازدهر في العصر البرونزي الأخير وحتى نهاية مملكة أوغاريت في العام 1185 ق.م
استعاد الموقع نهوضه بعد سبات طويل منذ دماره مع أوغاريت، فقد تم اكتشاف آثار تعود إلى القرن الخامس ق.م. أي العصر المسمى بالفارسي (539- 331 ق.م)، وفيه تم اكتشاف مجموعة من النقود اليونانية وأدوات منزلية ودمى وتماثيل وأكواب وأختام. ولقد تم هجران هذا الموقع في عام 250 ق.م تقريبًا، و(المينا البيضا) يعد من الموانئ القديمة جدا على شاطئ البجر الأبيض المتوسط وازدهر في العصر الذهبي لمدينة أوغاريت التي وصلت إلى ثراء كبير وتميزت بأنها من أهم مدن المتوسط تجاريآ واقتصديآ ويقصدها الآثرياء والتجار من كافة البلاد والحضارات في زمانها.

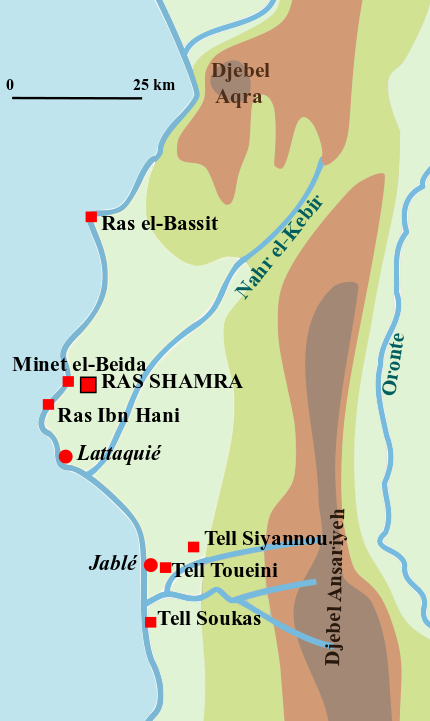
موقع منطقة المينا البيضا على خريطة مملكة أوغاريت

تحول الموقع إلى ثكنة وميناء عسكري منذ سبعينيات القرن الماضي تابع للقوى البحرية في الجيش العربي السوري وبقي بنفس الاسم. 